# COSMIC (графическая оболочка)
COSMIC (аббревиатура от Computer Operating System Main Interface Components) — это бесплатная среда рабочего стола с открытым исходным кодом для Linux и других Unix-подобных операционных систем.
COSMIC изначально было названием модифицированной версии GNOME, созданной специально для Pop! OS. Теперь это автономная среда рабочего стола, созданная с нуля.

## История
System76 в 2021 году заявила, что создаст новую среду рабочего стола, которая не будет основана ни на одной из существующих сред рабочего стола. Эта среда рабочего стола будет написана на Rust и разработана так, чтобы быть похожей на GNOME. System76 ссылается на ограничения расширений GNOME, а также на разногласия с разработчиками по поводу рабочего стола в качестве причин для создания новой среды рабочего стола.
Первая альфа-версия под названием «Epoch» вышла 8 августа 2024 года.
Вторая альфа-версия «Epoch» вышла 24 сентября 2024 года. Она добавила больше страниц в приложение настроек, которое было незакончено в первой альфа-версии, а также несколько дополнительных функций для файлового менеджера.
Третья альфа-версия вышла 31 октября 2024 года. В этом выпуске представлено множество функций подключения, включая возможность подключения к беспроводным сетям и устройствам Bluetooth из встроенного приложения COSMIC Settings.
Четвертая альфа-версия вышла 4 декабря 2024 года и представила настройки региона и языка, улучшения магазина COSMIC и функции специальных возможностей.
Пятая альфа, выпущенная 1 января 2025 года, добавляет страницу «Пользователи» в приложение настроек и некоторые незначительные улучшения пользовательского интерфейса. Она также представлена в медиаплеере.
Шестая альфа-версия вышла 21 февраля 2025 года и внесла улучшения в такие настройки, как значки на рабочем столе, launcher и масштабирование, а также внесла различные оптимизации памяти.

## Функции
СOSMIC создана с нуля и не основана на какой-либо существующей среде рабочего стола. Она имеет настраиваемую систему цветов и тем оформления и использует набор инструментов для создания графики на основе Rust, оптимизированную мозаику окон и собственные приложения (текстовый редактор, эмулятор терминала, файловый менеджер, приложение настроек и магазин приложений).

### COSMIC Edit
COSMIC Edit — встроенный текстовый редактор. Он поддерживает двунаправленный текст, лигатуры, эмодзи и многое другое. Он также имеет ориентированные на программирование функции, такие как подсветка строк и интеграция с Git.

### COSMIC Terminal
COSMIC Terminal — это встроенный эмулятор терминала. Он был создан с использованием фреймворка Alacritty и пользовательского рендерера. Он поддерживает двунаправленный текст, темы и аппаратное ускорение. Кроме того, он также включает функцию, которая позволяет пользователям делить окно терминала на несколько областей.

### COSMIC Files
COSMIC Files — встроенный файловый менеджер. Он включает стандартные функции файлового менеджера, а также сочетания клавиш, встроенные функции архивации файлов и функцию предварительного просмотра файлов.

### COSMIC Media Player
COSMIC Media Player — стандартный медиаплеер. Он использует Vulkan для отображения видео и VA-API для декодирования.